# Atlas Corporation
Atlas Corporation — американська корпорація, сформована в 1928 році злиттям інвестиційної фірми United Corporation зі статутним капіталом в 40 тис. доларів США (вийшла на ринок в 1923 році) з корпорацією Atlas Utilities and Investors Ltd, що спеціалізувалася на капіталовкладеннях. В 1929 році Atlas була фінансовим трестом з капіталом в 12 млн. доларів. Компанія змогла безболісно пережити обвал фондового ринку 1930-х років і продовжувала рости протягом 1940-х років.
У 1948 році продала контрольний пакет акцій кінокомпанії RKO американському промисловцю і новатору авіації Говарду Г'юзу. Програма розробки міжконтинентальних ракет «Atlas» була названа на честь Atlas Corporation як головного підрядника через дочірню авіабудівну корпорацію Consolidated Vultee, яка пізніше увійшла в компанію Convair. Створені на базі цієї бойової ракети носії серії «Атлас» були використані в місіях з відправлення американських астронавтів на орбіту по програмі «Меркурій».
У наш час (2012 рік) «Atlas Corporation» — відкрите акціонерне товариство з капіталовкладеннями в сировинному секторі економіки.